# Donald Love
Donald Love, född 2 december 1994 i Rochdale i England, är en skotsk fotbollsspelare (försvarare) som spelar för EFL League One-klubben Shrewsbury Town.

## Karriär

### Klubbkarriär
Love kom till Manchester Uniteds akademi som sjuåring, i juli 2002. Som 18-åring, 2013, skrev han på sitt första a-lagskontrakt med Manchester United. Hans första erfarenhet av seniorfotboll kom under hösten 2015, då han i oktober lånades ut till Wigan Athletic. Totalt blev det sju framträdanden i League One och ett i FA-cupen innan Love i januari 2016 återvände till Manchester United. Den 13 februari 2016 fick Love göra sin debut i Manchester United. I Premier League-matchen mot Sunderland byttes han in i den första halvleken, då Matteo Darmian skadat sig.

### Landslagskarriär
Trots att Love är född i England har han valt att representera Skottland på landslagsnivå. Landslagdebuten kom i en U17-landskamp mot USA den 10 november 2010. Sedan dess har Love även representerat Skottland på U19- och U21-nivå.